# Ophiopogon
Ophiopogon ou ofiopogão é um género botânico pertencente à família Ruscaceae.
Espécies seleccionadas
| - Ophiopogon albimarginatus - Ophiopogon amblyphyllus - Ophiopogon angustifoliatus - Ophiopogon bockianus - Ophiopogon bodinieri - Ophiopogon chingii - Ophiopogon clarkei - Ophiopogon clavatus - Ophiopogon corifolius - Ophiopogon dracaenoides - Ophiopogon filipes - Ophiopogon fooningensis - Ophiopogon grandis - Ophiopogon heterandrus - Ophiopogon hongjiangensis - Ophiopogon intermedius - Ophiopogon jaburan | - Ophiopogon japonicus - Ophiopogon jiangchengensis - Ophiopogon latifolius - Ophiopogon lushuiensis - Ophiopogon mairei - Ophiopogon marmoratus - Ophiopogon megalanthus - Ophiopogon menglianensis - Ophiopogon motouensis - Ophiopogon multiflorus - Ophiopogon ogisui - Ophiopogon paniculatus - Ophiopogon peliosanthoides - Ophiopogon pingbienensis - Ophiopogon planiscapus - Ophiopogon platyphyllus - Ophiopogon pseudotonkinensis | - Ophiopogon reptans - Ophiopogon reversus - Ophiopogon revolutus - Ophiopogon sarmentosus - Ophiopogon sinensis - Ophiopogon sparsiflorus - Ophiopogon stenophyllus - Ophiopogon sylvicola - Ophiopogon szechuanensis - Ophiopogon tienensis - Ophiopogon tonkinensis - Ophiopogon tsaii - Ophiopogon umbraticola - Ophiopogon xylorrhizus - Ophiopogon yunnanensis - Ophiopogon zingiberaceus |

1. ↑  «Ophiopogon — World Flora Online». www.worldfloraonline.org. Consultado em 19 de agosto de 2020